# Kerivoula phalaena
Kerivoula phalaena — вид рукокрилих родини Лиликові (Vespertilionidae).

## Поширення
Країни поширення: Камерун, Демократична Республіка Конго, Кот-д'Івуар, Гана, Ліберія, Руанда, Уганда. У цілому вид зустрічається в низинних вологих тропічних лісах, але зустрічаються і в гірських вологих тропічних лісах та сухих тропічних лісах. Може спати в дуплах дерев та інших подібних місцях, однак це має бути підтверджено.

## Загрози та охорона
Загрози для цього виду погано відомі. Поки не відомо, чи вид присутній у котрійсь із природоохоронних територій. 